# Bieniakonie (gmina)
Bieniakonie – dawna gmina wiejska istniejąca do 1939 roku w województwie nowogródzkim w Polsce (obecnie na Białorusi). Siedzibą gminy było miasteczko Bieniakonie (180 mieszk. w 1921 roku).
W okresie międzywojennym gmina Bieniakonie należała do powiatu lidzkiego w woj. nowogródzkim. Była to najdalej na północ wysunięta gmina woj. nowogródzkiego.
1 lipca 1926 roku do gminy Bieniakonie przyłączono część obszaru gminy Dziewieniszki z powiatu oszmiańskiego w województwie wileńskim (wsie Bieluńce, Litwice, Birzynie, Kowańce, Wojsznie, Micholcze i Zabiejgi, folwarki Remiczowo i Birzynie, zaścianek Dolina oraz część miasteczka Bieniakonie). 11 kwietnia 1929 część obszaru gminy Bieniakonie weszła w skład nowo utworzonej gminy Woronowo.
Po wojnie obszar gminy Bieniakonie został odłączony od Polski i włączony do Białoruskiej SRR.